# Fatima Sana Shaikh
Fatima Sana Shaikh (ou Sheikh), née le 11 janvier 1992 à Bombay, est une actrice indienne apparue pour la première fois dans le film Chachi 420 en 1997.

## Filmographie
- 1997 : Chachi 420 de Kamal Haasan
- 2001 : One 2 Ka 4 de Shashilal K. Nair
- 2016 : Dangal de Nitesh Tiwari : Geeta Phogat
- 2020 : ludo
- 2025: Quelqu’un comme toi (Aap Jaisa Koi)de Vivek Soni